# Fiat 1100 Lombardo Sport Barchetta
La Fiat Lombardo 1100S è una vettura costruita in unico esemplare dall'officina meccanica Lombardo e Marsala di Palermo, nel 1953.

## Il contesto
Nel secondo dopoguerra molti piccoli preparatori realizzarono modelli sportivi su meccaniche di grande serie, allo scopo di partecipare alle innumerevoli competizioni di velocità su circuiti stradali che si svolgevano in tutta Europa. Tra questi l'officina meccanica sicula "Sutera e Guelfo" che costruì una versione sport su meccanica Fiat 1100, poi schierata al Giro di Sicilia del 1948 e 1949 e in altre gare. Dopo un grave incidente, il relitto della vettura, spezzato in due parti, fu recuperato dall'officina "Lombardo e Marsala" di Palermo.

## La vettura
In un primo tempo la vettura venne riparata seguendo la precedente tipologia costruttiva, ma i modesti risultati dovuti alle ormai superate concezioni tecniche non soddisfecero Vito Lombardo. Dopo la conclusione di questa prima parte dell'intervento, nel 1953, Matteo Marsala cambiò attività, lasciando all'ex socio ogni potestà in merito al prototipo. Lombardo decise di costruire un nuovo telaio tubolare e di realizzare una carrozzeria del tipo barchetta, ispirata alla foggia della Maserati A6 GCS. Per il motore, sempre Fiat 1100, Lombardo ideò un nuovo sistema di alimentazione con tre carburatori monocorpo, invertendo la direzione dei fori di alimentazione e scarico. L'originale soluzione riscontrò l'interesse anche di Piero Taruffi che si recò nell'officina di Lombardo per prenderne diretta visione.
L'avvento dei motori Fiat 1100 con trasformazione bialbero della OSCA non permise a questa vettura, che montava la vecchia distribuzione ad aste e bilancieri, di cogliere significativi risultati nelle gare e la modifica di regolamento che elevava la cilindrata delle vetture sport a 2000 cm³, ne segnò il prematuro pensionamento.

## Fonti
- Fiat-Lombardo 1100S, La Manovella, fascicolo n.8/2000.